# バタフライ・エフェクト2
『バタフライ・エフェクト2』（原題: The Butterfly Effect 2）は、劇場公開されずに2006年にビデオスルーとなったアメリカ映画。日本では2007年10月に公開された。

## あらすじ
主人公ニック・ラーソンは、写真家で恋人のジュリーの誕生日を祝うため、友人たちと4人でドライブに出かけていた。そんな中、会社からの急な出社要請を受け、帰る羽目になる。道中、タイヤが突然パンクし、スピンしているところへ大型トレーラーが衝突。ニック以外が全員他界してしまう惨事となった。

事故から一年、ニックは未だ立ち直れないでいた。そんなある日、ジュリーたちとの思い出の写真を見ていたところ、突如発作に襲われる。激しい頭痛や眩暈を過ぎると、ニックはジープの運転席にいた。1年前の事故の数分直前にタイムスリップしたのだった。シートベルトを付け直させ、衝突寸前でエンジンがかかりし大型トレーラーとの激突を免れた。ニックは、過去を変えることに成功した。運命を自らの手で変えてしまったことにより、現実は彼の想像を超え、様々な変化を見せはじめる。過去だけでなくタイムループする事で、自分の環境が好転するか、逆に状況が悪くなってるか想像が付かない事も分かってきた。この2は、タイムループをしたくなる状況が来るとしてしまう。4回過去に戻っている。1回目は、事故からのやり直しだったが、2回目はクリスマスパーティーにまた、その夜に3回目に未来になり副社長として裕福にはなったが独身となっていた。副社長になれたのも大者投資家の娘を利用して副社長になっていた。最後は事故で亡くなり、タイムループも出来なくなりサッドエンドとなった。

## キャスト
| 役名                   | 俳優                   | 日本語吹替 |
| ---------------------- | ---------------------- | ---------- |
| ニック・ラーソン       | エリック・ライヴリー   | 竹若拓磨   |
| ジュリー・ミラー       | エリカ・デュランス     | 斎藤恵理   |
| トレバー・イーストマン | ダスティン・ミリガン   | 細谷佳正   |
| アマンダ               | ジーナ・ホールデン     | 田代有紀   |
| デイヴ・ブリストル     | デヴィッド・ルイス     | 前島貴志   |
| ロン・キャラハン       | アンドリュー・エアリー |            |
| クリストファー         | ゾラン・ヴケリック     | 遠藤大智   |
| グレース               | リンジー・マクスウェル | 足立友     |
| 日本語版制作スタッフ   |                        |            |
| 演出                   | 演出                   | 太田敏哉   |
| 字幕翻訳               | 字幕翻訳               | 野口尊子   |
| 吹替翻訳               | 吹替翻訳               | 田尾友美   |

## スタッフ
- 監督：ジョン・R・レオネッティ
- 脚本：マイケル・ウェイス
- 製作：クリス・ベンダー 他
- 製作総指揮：ケヴィン・ケイシャ 他
- 音楽：マイケル・サビー
- 撮影：ブライアン・ピアソン
- 編集：ジャクリーン・カンバス